# Olympische Sommerspiele 1988/Leichtathletik – 400 m Hürden (Frauen)

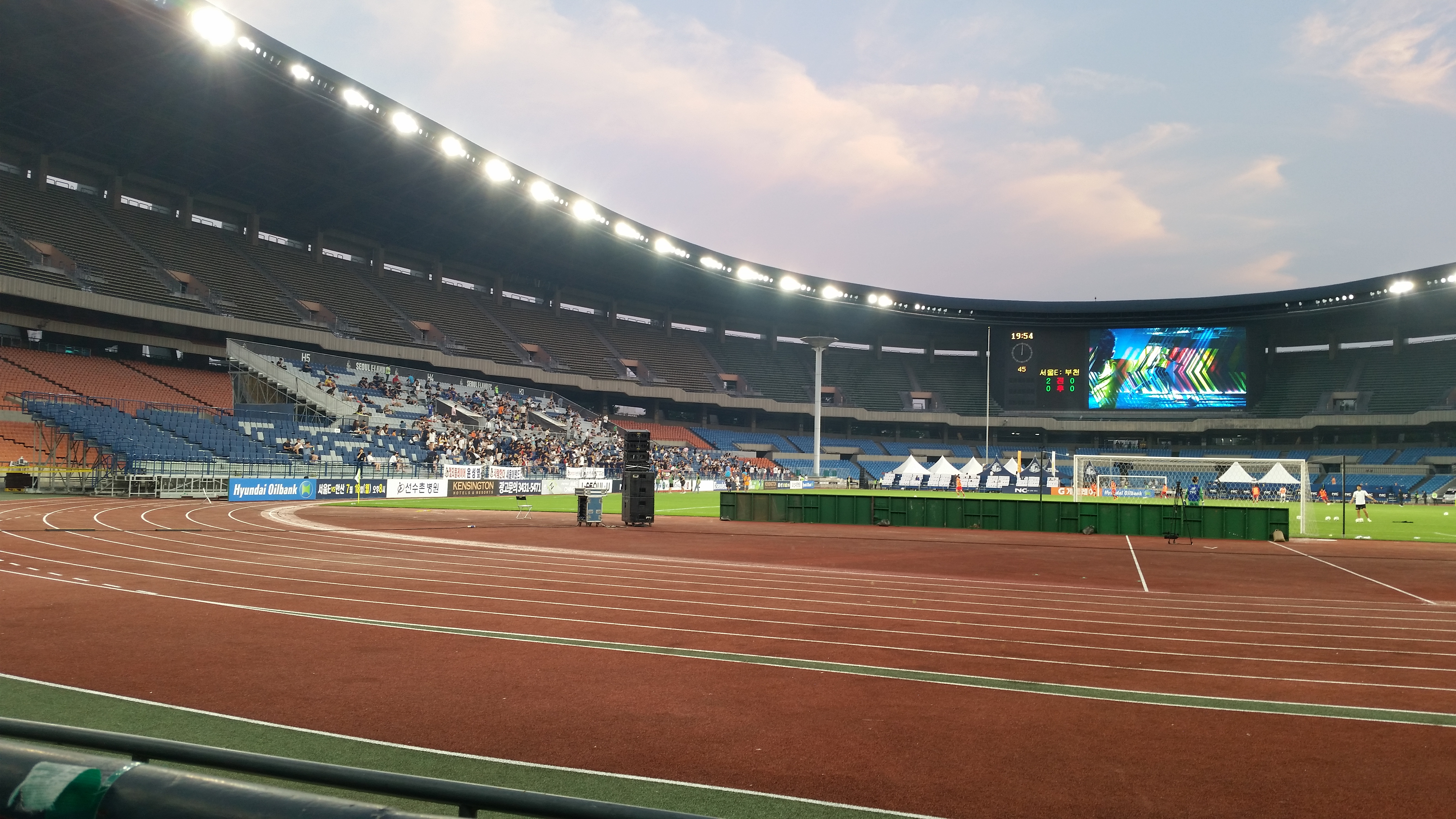
Innenraum des Olympiastadions im Jahr 2016

Der 400-Meter-Hürdenlauf der Frauen bei den Olympischen Spielen 1988 in Seoul wurde am 25., 26. und 28. September 1988 im Olympiastadion Seoul ausgetragen. 35 Athletinnen nahmen teil.
Olympiasiegerin wurde die Australierin Debbie Flintoff-King. Sie gewann vor Tazzjana Ljadouskaja aus der Sowjetunion und Ellen Fiedler aus der DDR.
Für die DDR gingen neben der Medaillengewinnerin Fiedler Sabine Busch und Susanne Losch an den Start. Losch schied im Halbfinale aus, Busch erreichte das Finale und wurde Vierte.

Auch Gudrun Abt aus der Bundesrepublik Deutschland erreichte das Finale. Sie wurde Sechste.

Die Schweizerin Anita Protti schied im Halbfinale aus.

Läuferinnen aus Österreich und Liechtenstein nahmen nicht teil.

## Aktuelle Titelträgerinnen
| Olympiasiegerin 1984                      | Nawal El Moutawakel ( Marokko)  | 54,61 s | Los Angeles 1984  |
| Weltmeisterin 1987                        | Sabine Busch ( DDR)             | 53,62 s | Rom 1987          |
| Europameisterin 1986                      | Marina Stepanowa ( Sowjetunion) | 53,32 s | Stuttgart 1986    |
| Panamerikanische Meisterin 1987           | Judi Brown ( USA)               | 54,23 s | Indianapolis 1987 |
| Zentralamerika und Karibik-Meisterin 1987 | Belkis Chávez ( Kuba)           | 48,82 s | Caracas 1987      |
| Südamerika-Meisterin 1987                 | Liliana Chalá ( Ecuador)        | 58,46 s | São Paulo 1987    |
| Asienmeisterin 1987                       | Pilavullakandi Usha ( Indien)   | 56,48 s | Singapur 1987     |
| Afrikameisterin 1988                      | Maria Usifo ( Nigeria)          | 56,74 s | Annaba 1988       |

## Rekorde

### Bestehende Rekorde
| Weltrekord         | 52,94 s | Marina Stepanowa ( Sowjetunion) | Taschkent, Sowjetunion (heute Usbekistan) | 17. September 1986 |
| Olympischer Rekord | 54,61 s | Nawal El Moutawakel ( Marokko)  | Finale OS Los Angeles, USA                | 8. August 1984     |

### Rekordverbesserungen
Der bestehende olympische Rekord wurde dreimal verbessert:
- 54,58 s – Ellen Fiedler (DDR), dritter Vorlauf am 25. September
- 54,00 s – Debbie Flintoff-King (Australien), erstes Halbfinale am 26. September
- 53,17 s – Debbie Flintoff-King (Australien), Finale am 28. September

## Vorrunde
Datum: 25. September 1988
Die Teilnehmerinnen traten zu insgesamt fünf Vorläufen an. Für das Halbfinale qualifizierten sich pro Lauf die ersten drei Athletinnen. Darüber hinaus kam die nachfolgend Zeitschnellste, die sogenannte Lucky Losererin, weiter. Die direkt qualifizierten Starterinnen sind hellblau, die Lucky Losererin hellgrün unterlegt.

### Vorlauf 1

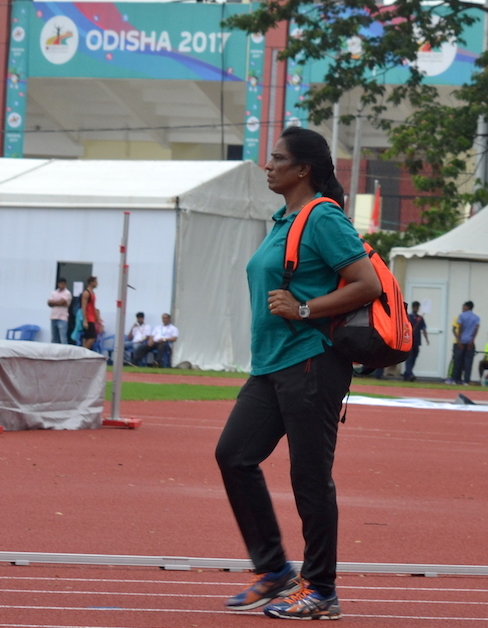
Pilavullakandi Usha – ausgeschieden als Siebte des ersten Vorlaufs

10:30 Uhr
| Platz | Name                 | Nation         | Zeit    |
| ----- | -------------------- | -------------- | ------- |
| 1     | Susanne Losch        | DDR            | 55,90 s |
| 2     | Tazzjana Ljadouskaja | Sowjetunion    | 55,91 s |
| 3     | Elaine McLaughlin    | Großbritannien | 56,11 s |
| 4     | Rose Tata-Muya       | Kenia          | 56,18 s |
| 5     | Marie Womplou        | Elfenbeinküste | 57,35 s |
| 6     | Christine Wynn       | Kanada         | 58,00 s |
| 7     | Pilavullakandi Usha  | Indien         | 59,55 s |

### Vorlauf 2
10:35 Uhr
| Platz | Name               | Nation      | Zeit        |
| ----- | ------------------ | ----------- | ----------- |
| 1     | Sabine Busch       | DDR         | 55,96 s     |
| 2     | Margaretha Tromp   | Niederlande | 56,11 s     |
| 3     | Genowefa Błaszak   | Polen       | 56,18 s     |
| 4     | Jennifer Laurendet | Australien  | 56,44 s     |
| 5     | Rosaline Edeh      | Kanada      | 56,59 s     |
| 6     | Ruth Kyalisima     | Uganda      | 59,62 s     |
| 7     | Nenita Adan        | Philippinen | 1:01,92 min |

### Vorlauf 3
10:40 Uhr
| Platz | Name                 | Nation      | Zeit    | Anmerkung |
| ----- | -------------------- | ----------- | ------- | --------- |
| 1     | Ellen Fiedler        | DDR         | 54,58 s | OR        |
| 2     | Anita Protti         | Schweiz     | 54,81 s |           |
| 3     | Tazjana Kurotschkina | Sowjetunion | 55,04 s |           |
| 4     | LaTanya Sheffield    | USA         | 55,61 s |           |
| 5     | Maria Usifo          | Nigeria     | 55,99 s |           |
| 6     | Helga Halldórsdóttir | Island      | 58,99 s |           |
| 7     | Kim Soon-ja          | Südkorea    | 59,78 s |           |

### Vorlauf 4
10:45 Uhr
| Platz | Name                 | Nation            | Zeit        |
| ----- | -------------------- | ----------------- | ----------- |
| 1     | Debbie Flintoff-King | Australien        | 54,99 s     |
| 2     | Cristina Pérez       | Spanien           | 55,29 s     |
| 3     | Sally Gunnell        | Großbritannien    | 55,44 s     |
| 4     | Irmgard Trojer       | Italien           | 55,74 s     |
| 5     | Leslie Maxie         | USA               | 57,60 s     |
| 6     | Barbara Johnson      | Irland            | 58,61 s     |
| 7     | Feng-Hua Chang       | Chinesisch Taipeh | 1:00,16 min |

### Vorlauf 5
10:50 Uhr
| Platz | Name                   | Nation         | Zeit    |
| ----- | ---------------------- | -------------- | ------- |
| 1     | Gudrun Abt             | BR Deutschland | 55,72 s |
| 2     | Schowonda Williams     | USA            | 55,98 s |
| 3     | Chantal Beaugeant      | Frankreich     | 56,03 s |
| 4     | Sally Hamilton-Fleming | Australien     | 56,08 s |
| 5     | Liliana Chalá          | Ecuador        | 57,15 s |
| 6     | Semra Aksu             | Türkei         | 57,20 s |
| 7     | Simone Laidlow         | Großbritannien | 59,28 s |

## Halbfinale
Datum: 26. September 1988
Für das Finale qualifizierten sich in den beiden Läufen die jeweils ersten vier Athletinnen (hellblau unterlegt).

### Lauf 1

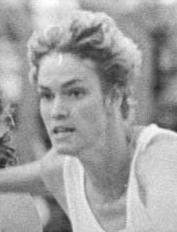
Susanne Losch erreichte als Sechste des ersten Semifinals nicht den Endlauf

12:30 Uhr
| Platz | Name                 | Nation         | Zeit    | Anmerkung |
| ----- | -------------------- | -------------- | ------- | --------- |
| 1     | Debbie Flintoff-King | Australien     | 54,00 s | OR        |
| 2     | Tazzjana Ljadouskaja | Sowjetunion    | 54,01 s |           |
| 3     | LaTanya Sheffield    | USA            | 54,36 s |           |
| 4     | Sally Gunnell        | Großbritannien | 54,48 s |           |
| 5     | Anita Protti         | Schweiz        | 54,56 s |           |
| 6     | Susanne Losch        | DDR            | 55,56 s |           |
| 7     | Genowefa Błaszak     | Polen          | 56,76 s |           |
| 8     | Margaretha Tromp     | Niederlande    | 57,57 s |           |

### Lauf 2
12:35 Uhr
| Platz | Name                 | Nation         | Zeit    |
| ----- | -------------------- | -------------- | ------- |
| 1     | Ellen Fiedler        | DDR            | 54,28 s |
| 2     | Tazjana Kurotschkina | Sowjetunion    | 54,46 s |
| 3     | Gudrun Abt           | BR Deutschland | 54,52 s |
| 4     | Sabine Busch         | DDR            | 54,71 s |
| 5     | Cristina Pérez       | Spanien        | 55,23 s |
| 6     | Elaine McLaughlin    | Großbritannien | 55,91 s |
| 7     | Schowonda Williams   | USA            | 56,71 s |
| 8     | Chantal Beaugeant    | Frankreich     | 56,94 s |

## Finale

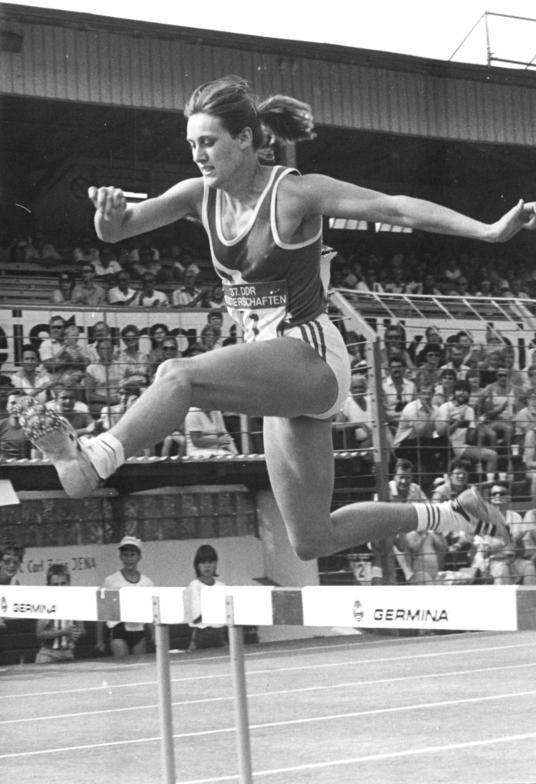
Um sechs Hundertstelsekunden verpasste die viertplatzierte amtierende Weltmeisterin Sabine Busch die Bronzemedaille
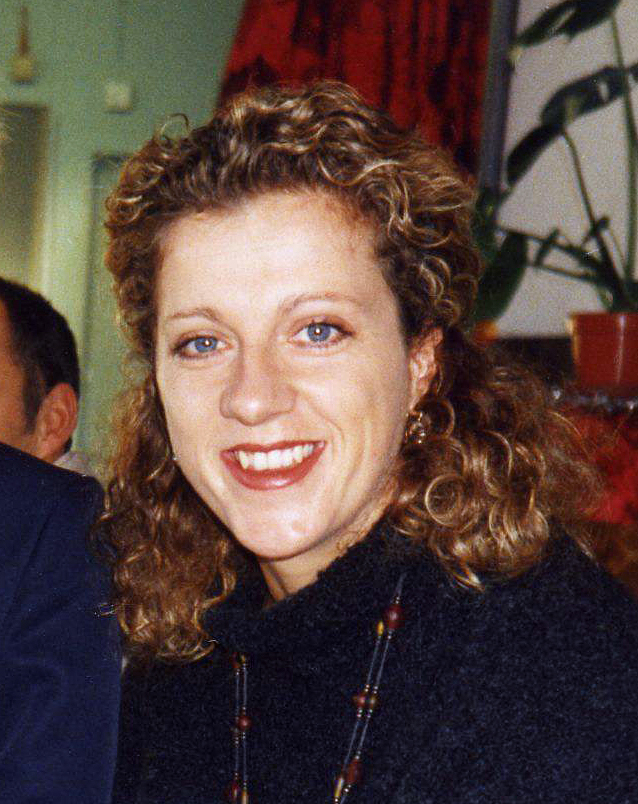
Sally Gunnell kam auf den fünften Platz – vier Jahre später wurde sie in Barcelona Olympiasiegerin

Datum: 28. September 1988, 12:35 Uhr
| Platz | Name                 | Nation         | Zeit    | Anmerkung |
| ----- | -------------------- | -------------- | ------- | --------- |
| 1     | Debbie Flintoff-King | Australien     | 53,17 s | OR        |
| 2     | Tazzjana Ljadouskaja | Sowjetunion    | 53,18 s |           |
| 3     | Ellen Fiedler        | DDR            | 53,63 s |           |
| 4     | Sabine Busch         | DDR            | 53,69 s |           |
| 5     | Sally Gunnell        | Großbritannien | 54,03 s |           |
| 6     | Gudrun Abt           | BR Deutschland | 54,04 s |           |
| 7     | Tazjana Kurotschkina | Sowjetunion    | 54,39 s |           |
| 8     | LaTanya Sheffield    | USA            | 55,32 s |           |

Für das Finale hatten sich jeweils zwei Läuferinnen aus der DDR und der Sowjetunion qualifiziert. Komplettiert wurde das Finalfeld durch je eine Läuferin aus der Bundesrepublik Deutschland, den USA, Großbritannien und Australien.
Favorisiert wurden vor allem die Weltmeisterin von 1987 Sabine Busch aus der DDR und die australische Vizeweltmeisterin Debbie Flintoff-King. Die sowjetische Weltrekordlerin Marina Stepanowa konnte in Seoul auf Grund einer Verletzung nicht teilnehmen. Bereits in der Vorrunde und den Halbfinals hatten Ellen Fiedler, DDR, und Flintoff-King den olympischen Rekord von 1984 zweimal verbessert. Damit zählte auch Fiedler mit zu den Medaillenkandidatinnen.
Im Finalrennen übernahm Fiedler bis zur fünften Hürde die Führung. Dort löste die sowjetische Athletin Tazzjana Ljadouskaja sie von der Spitzenposition ab. Nach Hälfte des Rennens lag Flintoff-King nur auf Platz fünf. Doch die Australierin hatte sich das Rennen gut eingeteilt. Mit großem Stehvermögen zog sie nach und nach an allen vor ihr liegenden Konkurrentinnen vorbei und gewann olympisches Gold. Ihren Olympiarekord aus dem Halbfinale verbesserte sie noch einmal. Ihr Erfolg war allerdings hauchdünn, im Ziel lag Debbie Flintoff-King nur eine Hundertstelsekunde vor der Silbermedaillengewinnerin Tazzjana Ljadouskaja. Ellen Fiedler rettete mit sechs Hundertstelsekunden Vorsprung vor ihrer Teamkameradin Sabine Busch die Bronzemedaille. Fünfte im Ziel war die Britin Sally Gunnell vor Gudrun Abt aus der Bundesrepublik und Tazjana Kurotschkina aus der Sowjetunion. Achte wurde die US-Amerikanerin LaTanya Sheffield.
Bis auf die Finalletzte LaTanya Sheffield waren alle Finalistinnen schneller als die Siegerin von 1984, Nawal El Moutawakel aus Marokko. In Los Angeles 1984 hätte Sheffields Zeit noch für Bronze gereicht.

## Video
- 1988 Seoul Olympics 400m Hurdles Women, youtube.com, abgerufen am 9. Dezember 2021